# Open Source Applications Foundation
L'Open Source Applications Foundation (OSAF) était une organisation à but non lucratif créée au début du XXIe siècle (en 2001) dans le but de développer des applications et des outils logiciels Open Source. Le projet le plus remarquable de l'organisation a été Chandler, un logiciel de gestion des informations personnelles et une suite de productivité collaborative.

## Histoire
L'OSAF a été fondée en 2001, par un pionnier du logiciel open source, Mitch Kapor, avec l'objectif de réorganiser la dynamique de la communauté du logiciel libre. Dans une interview accordée au CNET quelques années qu'il ait créé cette fondation, Kapur expliquait l'attrait des logiciels open source : « Je pense que pour les personnes qui utilisent des logiciels, à long terme, les produits open source seront moins chers et de meilleure qualité. De plus, les produits open source donnent plus de contrôle aux personnes et aux organisations qui utilisent les logiciels, ce qui est une bonne chose».
Le financement de l'OSAF a été principalement assuré par Kapor lui-même, bien que la fondation ait également reçu des subventions importantes de la Fondation Andrew W. Mellon et du Common Solutions Group pour développer le très attendu projet Chandler,.
En janvier 2008, Kapor s'est retiré du conseil d'administration de la fondation, mais tout en lui fournissant un financement transitoire. Lors de la restructuration qui a suivi, Katie Capps Parlante en est devenue la présidente par intérim. la fondation employait à l'époque onze employés qui travaillaient sous l'égide de Sheila Mooney comme présidente.

## Mission de l'OSAF
Depuis les années 1990, les grands projets open-source, qui ont atteint un certain niveau de maturité, sont souvent soutenus par une fondation. Pour sa part, l'OSAF était guidée par sept principes qui décrivaient la mission de l'organisation :
1. Créer et obtenir une large adoption de logiciels d'application open source, d'une qualité sans compromis.
2. Poursuivre la vision de Vannevar Bush, Doug Engelbart et Ted Nelson de l'ordinateur comme moyen de communication, de collaboration et de coordination.
3. Concevoir une nouvelle application pour gérer les informations personnelles, les notes, le courrier, les tâches, les rendez-vous, les évènements, les contacts, les documents et d'autres ressources personnelles.
4. Permettre le partage avec les collègues, les amis et la famille. En particulier, répondre aux besoins uniques et alors mal satisfaits de la collaboration en petits groupes.
5. Démontrer que les logiciels open source peuvent servir un public général sur le marché grand public.
6. Offrir un choix de plates-formes et une interopérabilité complète entre les versions Microsoft Windows, MacOS et Linux.
7. Permettre aux utilisateurs de tirer parti de leurs ressources en utilisant un modèle de développement open source.

## Projet Chandler
Chandler a été imaginé comme une application PIM révolutionnaire visant à intégrer les e-mails, les calendriers, les tâches et les notes dans une interface transparente et intuitive.
Ce projet a suscité une attention considérable et de grandes attentes de la part de la communauté open source et des passionnés de logiciels. L'objectif était de créer un outil de productivité puissant qui fournirait une nouvelle façon — et beaucoup moins coûteuse — de gérer les informations personnelles et d'organiser le travail collaboratif.
Le développement de Chandler a du faire face à de nombreux défis techniques, à une multiplication des fonctionnalités et des problèmes de gestion. Les objectifs ambitieux du projet et la complexité de leur mise en œuvre ont entraîné des retards dans son cycle de développement. Malgré les efforts de l'équipe OSAF et l'enthousiasme de la communauté, Chandler n'a pas réussi à livrer un produit stable et complet.